# Тарханов, Оскар Сергеевич
Оскар Сергеевич Тарханов (настоящее имя Сергей Петрович Разумов, другие псевдонимы: Оскар Эрдберг, Оскар Таубе, Оскар Танин, он же Карио, он же Ян Чжу-Лай; 18 (31) июля 1901, Одесса, Российская империя — 8 февраля 1938) — революционер, советский государственный деятель молодёжного комсомольского и пионерского движений в СССР, дипломат, разведчик.

## Биография
Родился в Одессе в семье инженера. Участвовал в скаутском движении, имел ранг скаутмастера.
В годы Гражданской войны — один из руководителей комсомольского подполья в Одессе, затем в Крыму. Был комиссаром боевой дружины Одесского губкома комсомола (1919).
В 1919—1920 годах — секретарь Крымского областного комитета КСМ, начальник военного отдела обкома, член Крымобкома ВКП(б), затем секретарь местного комитета ВКП(б) в Феодосии. В 1920–1921 годах работал в агитпропотделе Симферопольского укома РКП(б).
В 1921—1922 годах — заведующий отделом печати и секретарь ЦК РКСМ, один из учредителей издательства «Молодая гвардия». 14 сентября 1922 года утверждён председателем Центрального Бюро детских групп так называемой Главквартиры ЮП при ЦК РКСМ. Вёл эту работу до июня 1923 года. Убеждённый сторонник пионерской самостоятельности и самоуправления, разработал организационное положение о пионерской организации. Внёс большой вклад в теорию и методику пионерской работы, по его докладу V съезд РКСМ принял концепцию «длительной игры в пионеров нового общества». По проблемам пионерского движения выступил на XIII съезде РКП(б).
17—25 апреля 1923 года делегат XII съезда РКП(б) с совещательным голосом от исполнительного комитета КИМ.
1924—1925 годах — член Исполкома КИМа и секретариата ЦК ВЛКСМ. В 1924 году избран почётным комсомольцем, затем направлен в Ленинград заместителем секретаря парткома завода «Красный путиловец». В январе 1926 года «за участие в троцкистской группировке» ЦКК объявил ему выговор с «запрещением в течение одного года выполнять ответственную партработу».
В 1926—1927 годах – член группы советских политических советников в Китае. Участвовал в подготовке командных кадров Китайской армии, изучал рабочее и крестьянское движение в стране, социальные условия жизни. После поражения Китайской революции возвратился в СССР через пустыню Гоби. Написал под разными псевдонимами несколько книг об этом периоде.
В декабре 1927 года на 15-м съезде ВКП(б) «за участие в троцкистско-зиновьевском антипартийном блоке» был исключён из партии. Работал инспектором Астраханского губернского отдела народного образования. В ноябре 1928 года  ЦКК восстановил его в рядах ВКП(б).
После восстановления в партии работал в Казани заместителем заведующего агропромышленным отделом Татарского обкома ВКП(б).
В 1930—1932 годах — слушатель Института красной профессуры.
В 1932—1935 годах — помощник начальника разведывательного (IV) отдела штаба Отдельной Дальневосточной армии в Хабаровске.
В 1935—1937 годах — второй советник Полпредства СССР в Монголии.
12 июня 1937 года был арестован, исключён из партии. 8 февраля 1938 года расстрелян. 4 августа 1956 года посмертно реабилитирован.